# Дельгадо, Росио
Роси́о Ка́рла Дельга́до Го́мес (исп. Rocio Carla Delgado Gómez; род. 21 июля 1977, Уэска, Испания) — испанская фристайлистка в дисциплине ски-кросс, член олимпийской сборной Испании по фристайлу на Олимпиаде в Ванкувере.

## Результаты
На зимних Олимпийских играх 2010 принимала участие в соревнованиях по ски-кроссу в фристайле, в которых заняла 31-е место.